# شیب‌سنج

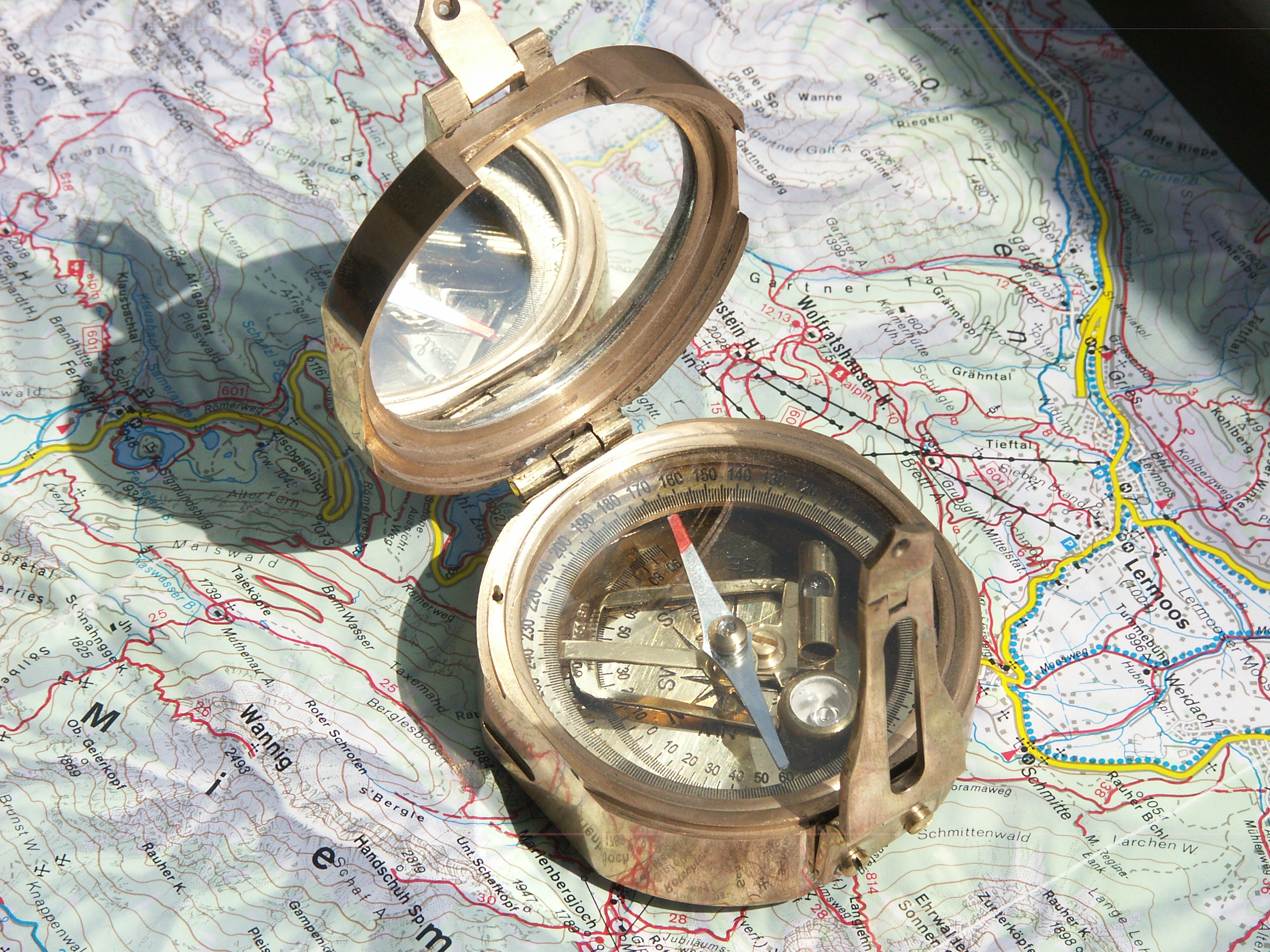
Compass with inclinometer

ابزاری جهت سنجش زاویهٔ یک شیب، ارتفاع یا بلندی یک جسم با توجه به نیروی جاذبه می‌باشد. این وسیله به نام‌های زاویه سنج (inclinometer)، شیب نما (tilt indicator)، اندازه گیر شیب (slope gauge)، گرادیان سنج (gradient meter or gradiometer)، اندازه گیر سطح (level gauge or level meter)، و نیز انحراف نما (declinometer) شناخته می‌شود.
شیب سنج می‌تواند هم شیب‌های رو به بالا (شیب مثبت یعنی شیبی که توسط بیننده هنگامی که از پایین به بالا نگاه می‌کند) و هم شیب رو به پایین (شیب منحنی یعنی شیبی که توسط بیننده هنگامی که توسط بیننده هنگامی که از بالا به پایین نگاه می‌کند) را اندازه‌گیری کند.
در برخی موارد وسیله‌ای که در هواپیماها استفاده می گردد و میزان زاویهٔ هواپیما را با افق تعیین می‌کند (Turn Cordinator) نیز به عنوان شیب سنج شناخته می‌شود.

## تاریخچه
شیب سنج‌های اولیه شامل مثال‌هایی از جمله "شیب سنج well " می‌شوند(Well's inclinometer).بخش مهم شیب سنج well صفحهٔ ثابت یا پایداری است که زاویه سنج بر آن قرار می‌گیرد. این دستگاه شامل یک صفحهٔ توخالی می‌باشد که نیمی از آن به وسیلهٔ مایعی سنگین پر شده‌است و صفحهٔ شیشه‌ای این دیسک به گونه‌ای مدرج شده که زاویهٔ سطح مایع را نسبت به صفحهٔ ثابت (پایدار) دستگاه نشان می‌دهد.
خط o.-o. که به صورت موازی با صفحهٔ ثابت قرار دارد بنابراین هنگامی که سطح مایع بر روی این خط قرار می‌گیرد زاویهٔ صفر درجه اندازه‌گیری می‌شود. همچنین خط 90.-90. به صورت عمود بر صفحهٔ ثابت قرار دارد و چنانچه مایع بر روی این خط قرار گیرد می‌توانیم مطمئن باشیم که زاویهٔ سطح ما 90 درجه است. با اندازه‌گیری محل قرارگیری مایع در حالت‌های مختلف می‌توان شیب سنج را مدرج نمود. همچنین می‌توان از جدول تبدیل (conversion table) برای این منظور استفاده کرد.

## دقت

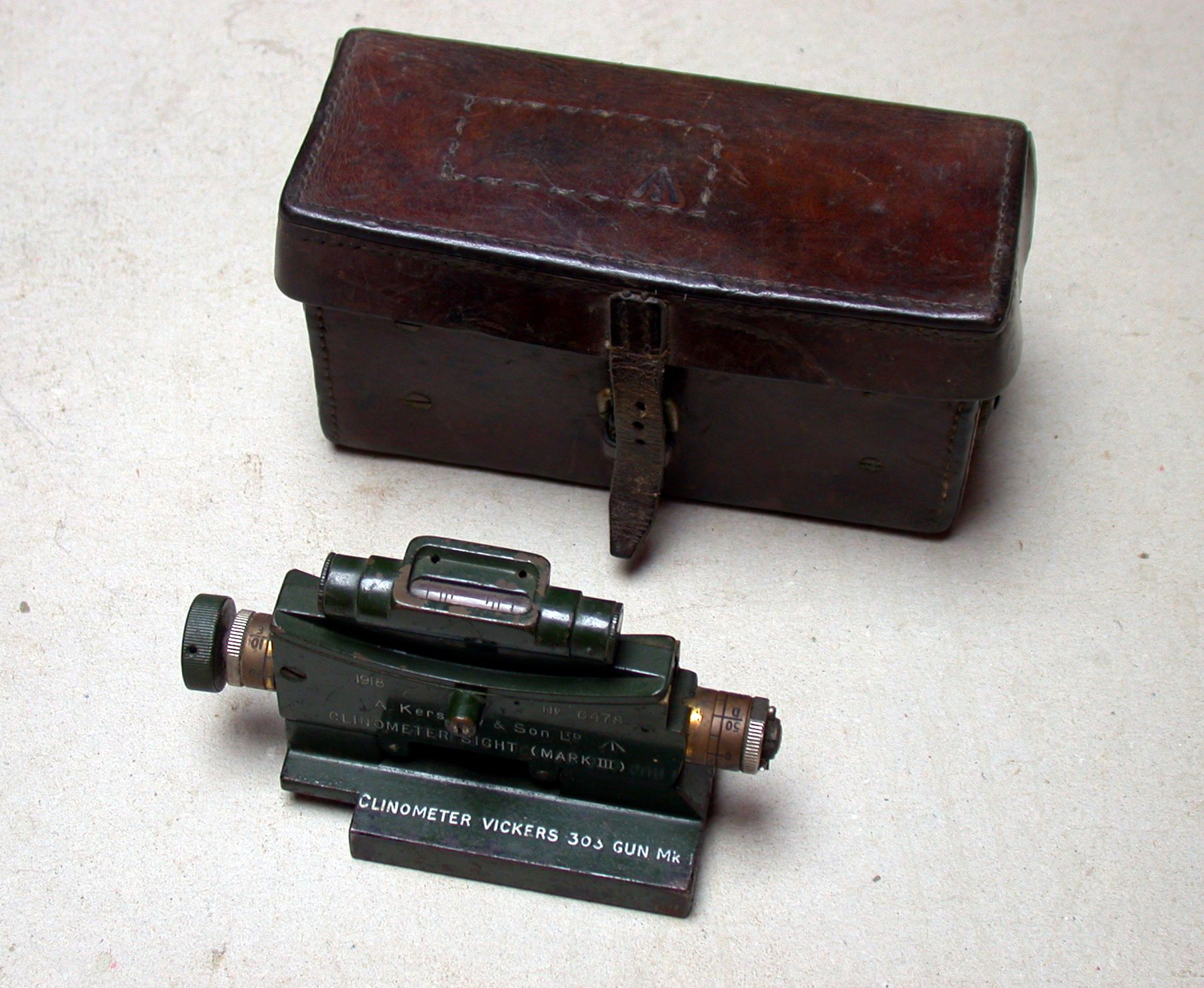
Clinometer designed to enable indirect fire capability with a مسلسل ویکرز circa 1918

سنسورهای شیب سنج دقیق و حساس می‌توانند در خروجی خود به ریزبینی (resolution) در حد 0.001 درجه دست یابند. (باید توجه داشت که با توجه به تکنولوژی مورد استفاده و رنج زاویهٔ مورد اندازه‌گیری، این دقت می‌تواند به 0.01 درجه محدود شود.) لازم به ذکر است که دقت مطلق و نسبی یک سنسور شیب سنج بستگی به افست اولیهٔ سنسور در نقطهٔ صفر، میزان خطی بودن سنسور، هیسترزیس، تکرارپذیری نتیجهٔ اندازه‌گیری و نیز دریفت حرارتی سنسور در نقطهٔ گذر صفر دارد. در نتیجه این عوامل دقت معمول یک سنسور الکترونیک بین 0.01- و 0.01+ درجه تا 2- و 2+ درجه تغییر می‌کند. معمولاً در شرایط معمولی (room ambient conditions) دقت یک سنسور محدود به ویژگی خطی بودن آن می‌شود.

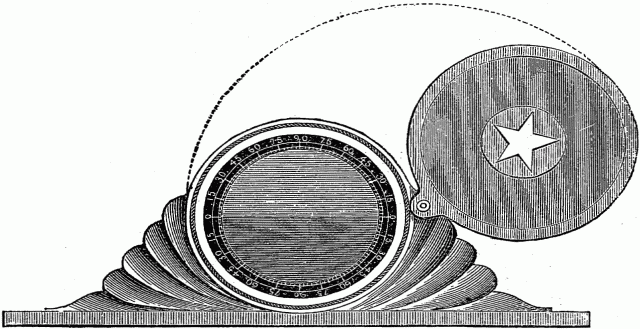
The Well's clinometer

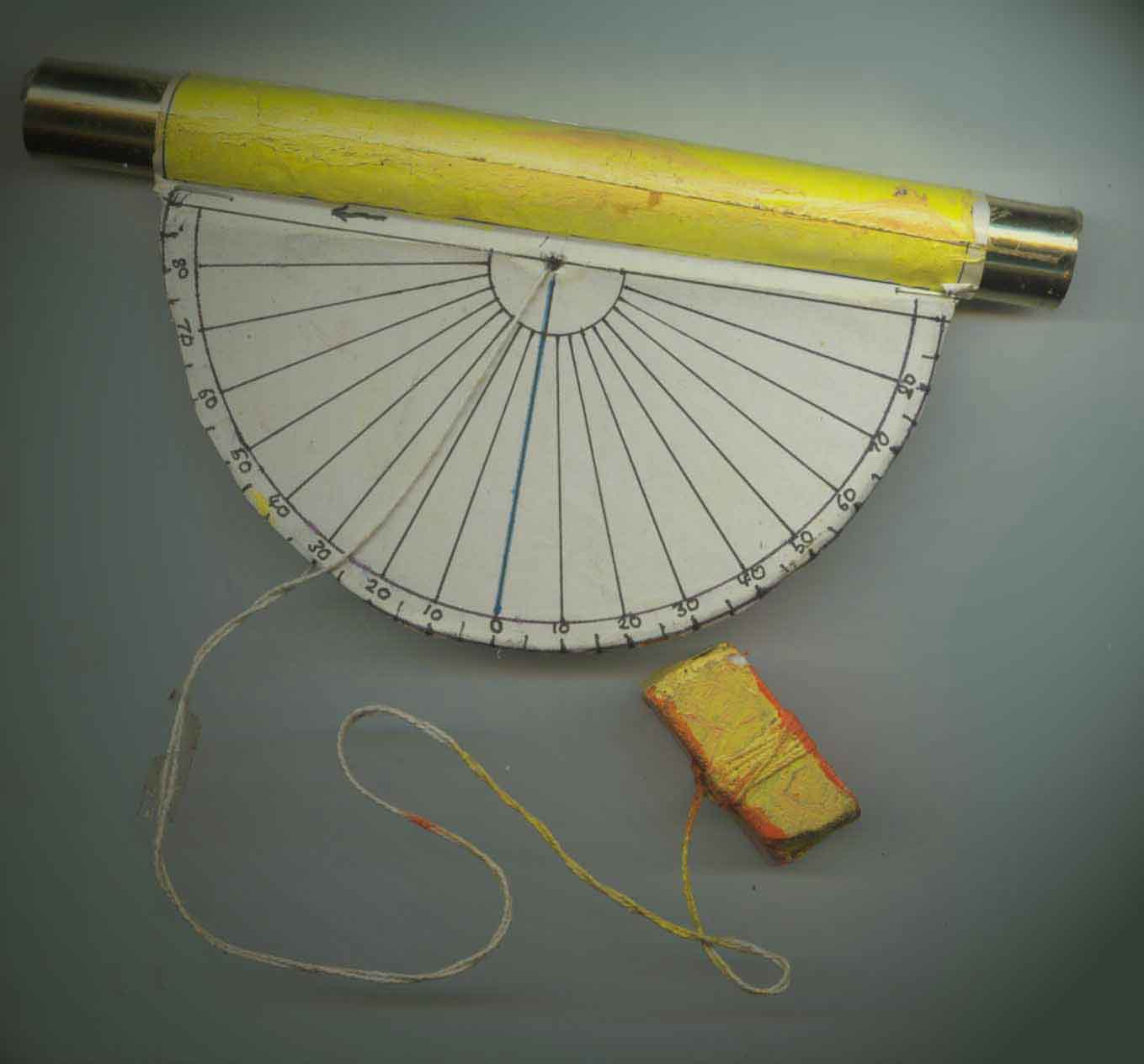
A simple clinometer

## تکنولوژی سنسور
شیب سنج و به‌طور کلی تمامی سنسورهای سنجش شیب یک سطح افقی مجازی (Artificial Horizon) ایجاد کرده و زاویه را نسبت به این سطح افقی مجازی می سنجند. این سنسورها در دوربین ها، سیستم‌های کنترل پرواز هواپیماها، سیستم‌های ایمنی اتومبیل، سکوی پایدار، سیستم نشان دهندهٔ زاویهٔ توپ‌های دریایی(جنگی) و هر شیب دیگری که نیاز به سنجش شیب داشته باشد استفاده می گردند.
ویژگی‌های مهمی که هنگام انتخاب یک سنسور شیب سنج بایستی مورد توجه قرار بگیرند، عبارتند از: گسترهٔ زاویهٔ شیب و تعداد محورها (که معمولاً محورهای متعامدند). گسترهٔ زاویه شیب محدوده‌ای است که سنسور در آن ویژگی خطی بودن خود را حفظ می‌کند. تکنولوژی‌های متداول در سنسورهای زاویه سنج عبارتند از: مایع خازنی، مایع الکترولیتی، حباب گاز در مایع، و جسم آویخته(آونگ) . تکنولوژی سنسورهای زاویه سنج جای خود را حتی در بازی‌های کامپیوتری باز کرده‌است. به‌طوری‌که Play Station 3 ، Wii از این تکنولوژی در کنترلر خود بهره برده‌اند. این سنسورها در مهندسی عمران نیز جهت اندازه‌گیری شیب زمینی که سازه بر روی آن بنا خواهد شد استفاده می گردند.

## کاربردها
زاویه سنج‌ها برای موارد زیر به کار گرفته می‌شوند:
- تعیین عرض جغرافیایی با استفاده از ستارهٔ قطبی (در نیم کرهٔ شمالی) و دو ستاره از صورت فلکی Crux (در نیم کرهٔ جنوبی)
- تعیین زاویهٔ میدان مغناطیسی زمین نسبت به سطح هموار (مسطح)
- نمایش تغییرات از خط عمود یا افق
- نقشه برداری (جهت اندازه‌گیری زاویهٔ پستی و بلندی ها)
- جهت هشدار به اپراتور هنگامی که احتمال برخورد یا سقوط وجود دارد.
- اندازه‌گیری شیب پستی و بلندی‌های خاکریز هنگام احداث سازه‌های عمرانی
- اندازه‌گیری تغییرات اندک شیب زمین خصوصاً در ژئو فیزیک به منظور پیش‌بینی وقوع آتشفشان
- اندازه‌گیری خزش دیواره‌ها و سطح زمین در احداث پروژه‌های عمرانی
- برخی سیستم‌های ایمنی خودکار
- اندازه‌گیری زاویهٔ وسایل نقلیه (مانند هواپیما، اتومبیل و ...) نسبت به سطح افق
- اندازه‌گیری زاویهٔ دید بین آنتن گیرندهٔ ماهواره و ماهواره
- اندازه‌گیری زاویهٔ وسیلهٔ اندازه‌گیری (طناب، زنجیر و ...) به هنگام اندازه‌گیری فاصله نسبت به سطح افق
- اندازه‌گیری ارتفاع اجسام با استفاده از روابط مثلثاتی
- اندازه‌گیری زاویهٔ حفاری به هنگام حفر چاه
- اندازه‌گیری میزان فراز و فرودهای کشتی در آب‌های آرام و ناآرام
- اندازه‌گیری سراشیبی به هنگام احداث پیست اسکی
- اندازه‌گیری میزان آزادی حرکت در مفاصل مختلف بدن
- اندازه‌گیری زاویهٔ بالاروندگی اجسام و در نهایت محاسبهٔ ارتفاع آن‌ها در شرایطی که دسترسی مستقیم به بالای آن‌ها و اندازه‌گیری ارتفاعشان با استفاده از روش‌های موجود ممکن نباشد.